# 王瑞杰
王瑞杰（英語：Heng Swee Keat，1961年4月15日—），新加坡華裔前政治人物。曾于1997年至2000年间担任时任内阁资政李光耀的秘书，2005年至2011年间任新加坡金融管理局局长，2011年至2015年任新加坡教育部部长，2015年至2021年任新加坡财政部长，2022年至2025年任人民行动党主席。曾於2019年5月1日接任副總理，繼續兼任財政部長、未來經濟委員會主席、國家研究基金主席。2021年4月8日请辞新加坡第四代团队领军人物；同年5月14日，辞去財政部長职务。2025年5月23日，卸任副总理职务。

## 教育背景
在新加坡警察部队海外奖学金的资助下，王瑞杰前往英国剑桥大学学习，取得经济学学士学位。后又于美国哈佛大学取得公共行政硕士学位。

## 政治生涯
2011年，王瑞杰獲得人民行動黨提名參加同年舉行的大選，當選淡滨尼集选区國會議員。其後新加坡總理李顯龍任命他為新加坡教育部部長。
2015年9月，王瑞杰由原先的教育部長一職轉任為財政部長。
2016年5月12日，王瑞杰於內閣會議期間昏倒，後證實為大腦動脈瘤引致急性中風，因此需要接受開腦手術。
2018年11月，王瑞杰於人民行動黨35屆幹部大會後，接替時任新加坡副總理張志賢擔任人民行動黨第一助理秘書長一職，因此被視為下一任人民行動黨秘書長和新加坡總理的熱門人選。2019年4月23日，新加坡總理李顯龍宣布改組內閣，任命王瑞杰為副總理。他於同年5月1日就任。
2020年新加坡大選，同黨國會議員林瑞生引退，王瑞杰因而從長期經營的淡濱尼集選區轉戰林瑞生原先代表的東海岸集選區。投票後，王瑞杰53.41%得票率勝過工人黨，惟此次東海岸集選區得票率創下了人民行動黨的最差紀錄，與前次大選相較也降低了7%得票率。
2021年4月8日，王瑞杰向李显龙请辞新加坡第四代团队领军人物，宣布不会接替李显龙出任新加坡总理和人民行动党秘书长，并表态会卸下财政部长一职。
2025年4月23日，王瑞杰在2025年新加坡大選提名日宣布自己將不會角逐本屆大選，並向國人致謝對其多年支持，现继续担任国家研究基金会主席。

## 争议

### 种族歧视言论争议
在竞选期间，王瑞杰于2019年在南洋理工大学学生论坛上发表的言论再次浮出水面后而被公众向警方报案，他在回答有关新加坡是否有可能由非华裔担任总理的问题时表示，老一辈的人士“还没有准备好接受少数民族的总理”或非华裔总理。警方于2020年7月7日发表声明称，他们已咨询总检察长办公室（AGC），并认为王瑞杰的言论无意伤害任何人的种族感情或煽动不同种族之间的敌意。